# Gardiner (Oregón)
Gardiner es un lugar designado por el censo ubicado en el condado de Douglas en el estado estadounidense de Oregón. En el año 2010 tenía una población de 248 habitantes.

## Geografía
Gardiner se encuentra ubicado en las coordenadas 43°43′55.15″N 124°6′24.1″O / 43.7319861, -124.106694.